# 论对资产阶级的全面专政
《论对资产阶级的全面专政》是张春桥1975年4月1日发表的文章。

## 历史
1975年中共中央下发的《毛主席关于理论问题的重要指示》中，毛泽东说：“列宁为什么说对资产阶级专政，要写文章。要告诉春桥、文元把列宁著作中好几处提到这个问题的找出来，印大字本送我。大家先读，然后写文章。要春桥写这类文章。这个问题不搞清楚，就会变修正主义。要使全国知道。”姚文元写的文章是《论林彪反党集团的社会基础》。张春桥写的文章是《论对资产阶级的全面专政》。经中共中央政治局讨论通过，毛泽东圈阅后，发表在《红旗》等报刊上。

## 内容
- 对资产阶级全面专政。“无产阶级能不能战胜资产阶级，中国会不会变修正主义，关键在于我们能不能在一切领域、在革命发展的一切阶段始终坚持对资产阶级的全面专政。”后被称为“全面专政论”。
- “四个一切”。张春桥将马克思的话“达到消灭一切阶级差别，达到消灭这些差别所产生的一切生产关系，达到消灭和这些生产关系相适应的一切社会关系，达到改变由这些社会关系产生出来的一切观念”称为“四个一切”。
- 所有制要用政权力量大规模改变。“历史上任何一种所有制的大变更，不论是封建制代替奴隶制，还是资本主义代替封建主义，都是先夺取政权，再运用政权的力量大规模地改变所有制，巩固和发展新的所有制。社会主义公有制不可能在资产阶级专政下产生，更是只能如此。”后被批判为违反唯物史观的经济基础决定上层建筑原理。[1]:15

## 影响
革命国际主义运动后来将“对资产阶级全面专政”总结为“无产阶级全面专政”（All-Around Dictatorship of the Proletariat）。